# 島田市立川根小学校
島田市立川根小学校（しまだしりつ かわねしょうがっこう）は、静岡県島田市川根町家山にある公立小学校。

## 沿革
- 1874年 (明治7年) - 2月 家山村 抜里村共同して家里学校創立。
- 1879年 (明治12年) - 5月 抜里村分離し家山小学校と改称、抜里村に抜里小学校、越地 塩本に分教場をおく。
- 1886年 (明治19年) - 4月 抜里小学校を廃し家山小学校に併合、越地分教場を廃し、葛籠に分教場を置く。
- 1889年 (明治22年) - 4月 市町村実施と共に下川根村立家山小学校と改称。
- 1892年 (明治25年) - 4月 修業年限2年の補習科を設け、塩本、葛籠、両分教場は独立小学校となる。
- 1902年 (明治35年) - 9月 補習科を廃し、修業年限2年の高等科を併置し、下川根村立家山尋常高等小葉校と改称する。
- 1906年 (明治39年) - 2月 高等科の修業年限を4年に延長する。
- 1908年 (明治41年) - 4月 小学校令の改正により尋常科を6年、高等科の修業年限を2年とする。
- 1941年 (昭和16年) - 4月 家山国民学校と改称。
- 1946年 (昭和21年) - 6月 家山小学校と改称。
- 1947年 (昭和22年) - 4月 新制中学校の発足により高等科がなくなる。
- 1955年 (昭和30年) - 4月 町制施行により川根町家山小学校となる。
- 1964年 (昭和39年) - 8月 プール完成。
- 1967年 (昭和42年) - 川根町立身成小学校上河内分校が廃校となり川根町立身成小学校と統合。
- 1969年 (昭和44年) - 川根町立葛籠小学校、川根町立塩本小学校、川根町立身成小学校、川根町立家山小学校の4校が統合し川根町立川根小学校となる。
- 1970年 (昭和45年) - 5月 新校舎「竣工式」を挙行。 校章及び校歌発表。
- 1975年 (昭和50年) - 5月 町民体育館落成記念式典を挙行。
- 1981年 (昭和56年) - 二宮金次郎像再建。 カラーテレビ・電話装置が設置される。
- 1983年 (昭和 58年) - 小プールが完成する。
- 1984年 (昭和 59年) - 旧講堂を撤去。校舎の耐震補強工事を実施する。
- 1988年 (昭和63年) - 開校20周年記念式典挙行。
- 1996年 (平成 8年) - 博報賞 (国語教育・日本語教育部門)を受賞。
- 1998年 (平成10年) - 開校30周年記念式典挙行。
- 2000年 (平成12年) -  平成 12~14年度、 「学校情報化推進のためのネット 「ワーク活用方法研究開発事業」実践研究校に指定される。
- 2007年 (平成19年) - 川根町立笹間小学校 統合。
- 2008年 (平成 20年) - 島田市立川根小学校となる。
- 2015年  (平成27年) - 築44年の3階建旧校舎から２階建新校舎へ移築。新校舎では島田市立川根図書館が併設された。
- 2018年  (平成30年) - 開校50周年を迎え記念式典挙行。

## 校区
- 川根町全域[1]

## 旧校舎
- 普通教室 23室  特別教室 4室  管理室 7室 その他 8室 計42室
- 総事業費 129,980,000円

## アクセス
- 大井川鐵道家山駅から、徒歩約4分。

## 周辺施設
- 島田市立川根中学校
- 家山駅
- 島田市立川根図書館
- 島田市役所川根支所
- 川根文化センターチャリム21